# 국어생활종합상담실
국어생활종합상담실(전 가나다전화)은 국립국어원에서 운영하는 국어전문 상담 서비스이다. 1991년 서비스를 시작하여 국어 관련 질문에 응답해준다.

## 운영
다음을 통해 국어생활 전반에 대한 상담에 응하고 있다.
- 전화: 1599-9979 (국어친구)
- 누리집(홈페이지): 질의응답
- 트위터: @urimal365

상담 시간은 평일(월~금) 오전 10시에서 오후 5시까지이며 상담원은 전화 5명, 누리집 3명, 트위터 2명 등 총 11명이다. 모두 국어국문학을 전공하고 국어원에서 어문규범 교육을 받은 전문가들이며, 상담 건수는 월 1만여 건이다.

## 같이 보기
- KBS 한국어상담소